# 坎帕納 (阿根廷)

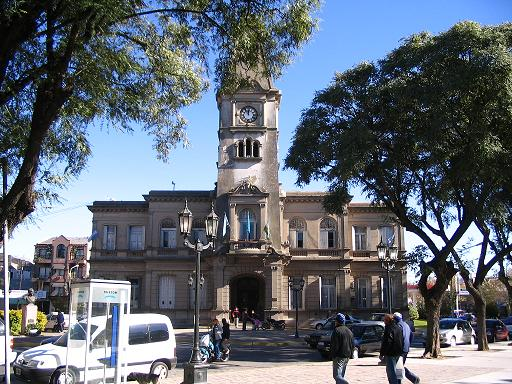
坎帕納

坎帕納（Campana）是阿根廷的城市，位於該國東部巴拉那河右岸，距離首都布宜諾斯艾利斯75公里，由布宜諾斯艾利斯省負責管轄，始建於1885年7月6日，海拔高度2米，2001年人口77,677。

## 外部連結
- （西班牙文） Municipality of Campana（页面存档备份，存于） - Official website.